# Andrzej Skwarcz
Andrzej Skwarcz (ur. 13 sierpnia 1930 w Lublinie, zm. 25 marca 2005 tamże) - profesor zwyczajny Uniwersytetu Medycznego w Lublinie, ortopeda, traumatolog, specjalista rehabilitacji medycznej, twórca i kierownik Katedry i Kliniki Rehabilitacji Akademii Medycznej w Lublinie w latach 1986–2000.
Zajmował się głównie epidemiologią, patomechaniką, patogenezą, diagnostyką, kliniką i leczeniem wad i zniekształceń kręgosłupa, w szczególności skolioz. Był autorem ok. 80 prac z zakresu patologii i chirurgii kręgosłupa. Drugi kierunek badań dotyczył problematyki urazów kręgosłupa, czemu poświęcił ok. 30 prac. Ogółem był autorem lub współautorem 163 publikacji naukowych o różnej tematyce. Opracował też 3 rozdziały w książkach.

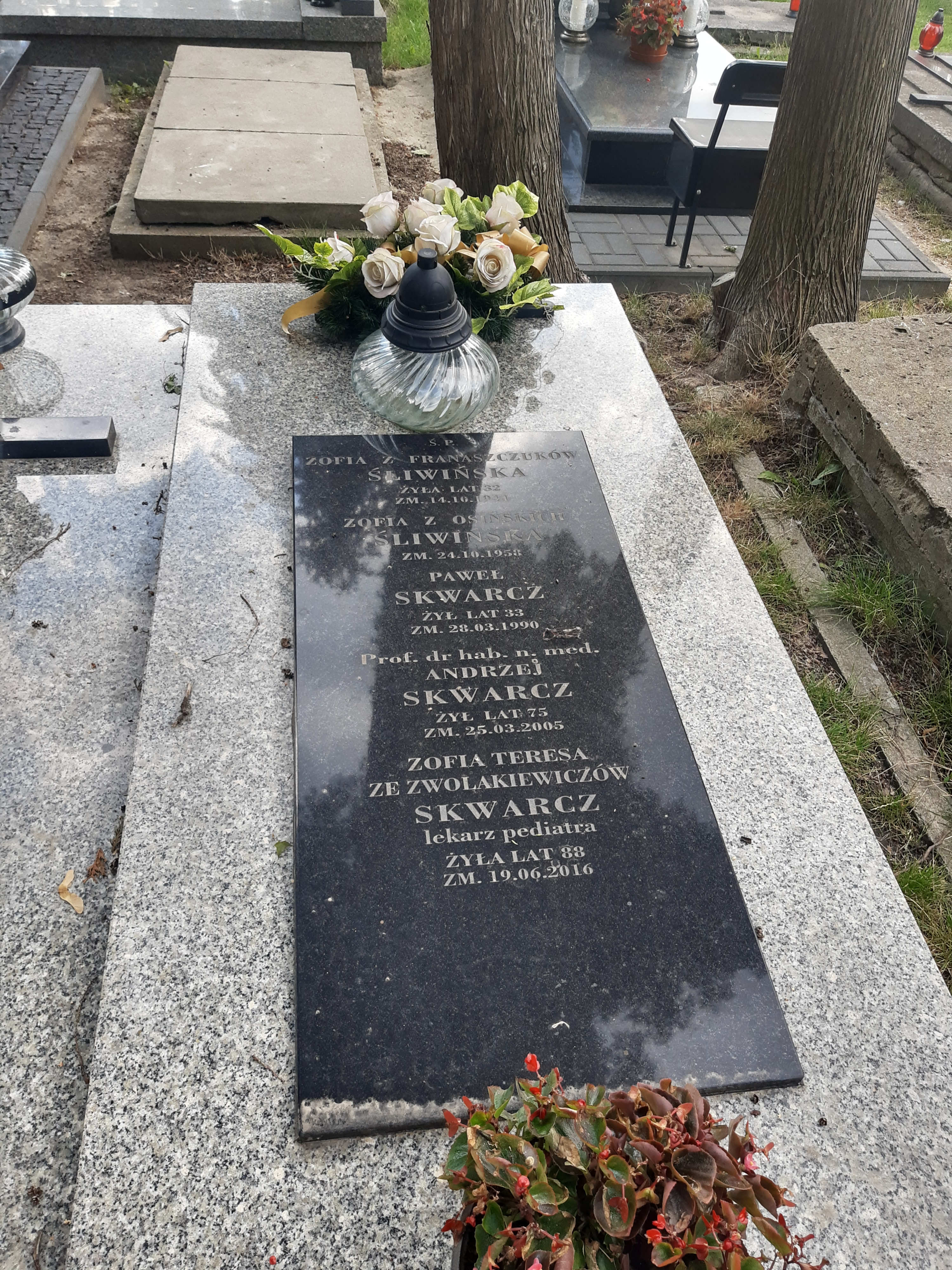
Grób prof. Andrzeja Skwarcza na cmentarzu przy ulicy Lipowej

Był członkiem Komitetu Rehabilitacji, Kultury Fizycznej i Integracji Społecznej VI wydz. Nauk Medycznych PAN, członkiem Polskiego Towarzystwa Ortopedycznego i Traumatologicznego, European Spinala Deformities Society, PTL, TPD, wieloletni prezes oddziału Lubelskiego PTOiTr i PTR. Wypromował 3 doktorów medycyny. Odznaczony Złotym Krzyżem Zasługi.

## Wykształcenie i kariera naukowa
W 1949 ukończył Liceum Ogólnokształcące im. A. J. Vetterów w Lublinie. W 1955 uzyskał dyplom lekarza medycyny po studiach na Wydziale Lekarskim Akademii Medycznej w Lublinie. Początkowo pracował jako wolontariusz w Klinice Ortopedii, będąc jednocześnie stypendystą Ministerstwa Zdrowia w Zakładzie Anatomii Patologicznej gdzie uzyskał I stopień specjalizacji z zakresu anatomii patologicznej. W Klinice Ortopedii i Traumatologii przeszedł wszystkie szczeble kariery zawodowej. W 1965 uzyskał stopień naukowy doktora, a w 1980 doktora habilitowanego, na podstawie rozprawy dotyczącej schorzeń kręgosłupa. 
- dyplom lekarza: 1955 Akademia Medyczna w Lublinie
- specjalizacje:
  - 1957 - I st. anatomia patologiczna
  - 1961 - I st. ortopedia i traumatologia
  - 1966 - II st. ortopedia i traumatologia
  - 1993 - rehabilitacja medyczna
- doktorat: 1965
- habilitacja: 1980
- tytuł profesora: 1997

W latach 1979–1983 był konsultantem ds. ortopedii dla województwa lubelskiego. Od 1986 roku był konsultantem ds. rehabilitacji województwa lubelskiego, a od 1999 roku konsultantem regionalnym. Członek Założyciel Polskiego Towarzystwa Rehabilitacji, jego aktywny działacz, wieloletni członek Zarządu Głównego, a ostatnio Przewodniczący Sądu Koleżeńskiego, organizator Oddziału Lubelskiego Towarzystwa. Wychowawca wielu pokoleń lekarzy i fizjoterapeutów. Pod jego kierunkiem 6 lekarzy uzyskało specjalizację z ortopedii i 11 z rehabilitacji. Wyróżniony tytułem Honorowego Członka Polskiego Towarzystwa Rehabilitacji za wybitne zasługi dla Polskiej Rehabilitacji i pracę na rzecz Polskiego Towarzystwa Rehabilitacji.

## Uczelnie i pełnione funkcje
- Uniwersytet Medyczny w Lublinie (daw. Akademia Medyczna) - kierownik Katedry i Kliniki Rehabilitacji - 1986-2000.
- Wyższa Szkoła Społeczno-Przyrodnicza w Lublinie - dziekan Wydziału Fizjoterapii - 2003-2005
- Wyższa Szkoła Zarządzania i Administracji w Zamościu - profesor w Katedrze Fizjoterapii
- Prezes Oddziału Lubelskiego PTOiTr - 1995-1999
- Prezes Lubelskiego Oddziału Polskiego Towarzystwa Rehabilitacji - 1994-1999

## Członkostwo w towarzystwach i stowarzyszeniach
- Polskie Towarzystwo Rehabilitacji - członek założyciel
- Polskie Towarzystwo Ortopedyczne i Traumatologiczne
- Polskie Towarzystwo Neurochirurgiczne, Sekcja Spondyloortopedii
- Polskie Towarzystwo Lekarskie
- Polskie Towarzystwo Walki z Kalectwem
- Towarzystwo Przyjaciół Dzieci
- European Spinal Deformities Society
- Group International Cotrel-Dubousset
- Komisja Urazów Układu Newrwowego Wydziału VI PAN
- Sekcja Biomechaniki Komitetu Mechaniki PAN